# Maxime Sebrechts
Maxime (Max) Sebrechts is een Belgisch acteur en model.

## Levensloop
Hij is de zoon van voormalig Schotens burgemeester Tony Sebrechts.
Als acteur was hij onder meer te zien in Hello Herman (2012), als model is hij actief voor LA Models.
Hij is gehuwd met actrice en voormalig Miss USA 2008 Crystle Stewart.